# Gammalbybergs naturreservat
Gammalbybergs naturreservat är ett naturreservat i Norrtälje kommun i Stockholms län.
Området är naturskyddat sedan 2017 och är 18 hektar stort. Reservatet omfattar Gammalbybergs topp och norrsluttning. Reservatet består av granskog med tallskog på toppen.